# Aleš Frel
Aleš Frel (17. června 1949 Hranice – 28. října 2024 Příbram) byl český loutkoherec, někdejší člen loutkoherecké skupiny Československé televize, profesionální arborista a dlouholetý člen realizačního týmu Mistrovství ČR ve stromolezení.

## Život
Narodil se jako první potomek rodičům Jiřímu Frelovi a Daně Bořkovcové (1936–2012), dceři hudebního skladatele Pavla Bořkovce. Do svých deseti let bydlel v Dolním Újezdě a vychovával ho a sestru Noemi jeho dědeček Antonín Frel a babička Marie. Přibližně v roce 1959 se společně se sestrou Noemi přestěhovali za rodiči do Prahy k Bořkovcům, kde je kromě rodičů vychovával i jejich dědeček Pavel Bořkovec. Po krátké době se však rodiče rozvedli a otec se od nich odstěhoval. Aleš a Noemi však nadále bydleli u Bořkovců s matkou. V roce 1970 se seznámil s Ivou, se kterou se o sedm let později oženil.
V roce 1972 začal studovat na Divadelní fakultě Akademie múzických umění katedru loutkového divadla, kterou v roce 1976 dostudoval. Ačkoliv tento obor vystudoval, do stálého angažmá nenastoupil. Až začátkem 80. let se stal členem loutkoherecké skupiny Československé televize, kde mimo jiné vodil známé postavičky Jů a Hele ve Studiu Kamarád. Mimo jiné taky hrál a několikrát byl i asistentem režie inscenací různých televizních pohádek jako například Kouzelnice od Křídového potoka, Anynka a čert nebo O Rozárce a zakletém králi. Spolupracoval také s pražským Divadlem Minor.
Na počátku 90. let opustil loutkoherectví a začal se věnovat prořezáváním stromů. Práce arboristy mu vydržela až do konce života. Prořezával stromy, udržoval zeleň nejen v Praze, nebo třeba před Vánocemi sbíral ze stromů jmelí. Stal se z něj nejstarší arborista v Česku, byl dlouholetým členem realizačního týmu Mistrovství ČR ve stromolezení a organizoval nejen mistrovství, ale i jiné stromolezecké soutěže. V roce 2023 se rozhodl, že kvůli vysokému věku zanechá stromolezení, ale toto rozhodnutí porušil pro své kamarády, kterým slíbil před Vánocemi jmelí, což se mu však stalo osudným. Při sběru jmelí ze stromu spadl a následně strávil deset měsíců na lůžku, kdy 28. října 2024 svým zraněním podlehl.